# Eupsilia virescens
Eupsilia virescens là một loài bướm đêm trong họ Noctuidae.

## Hình ảnh

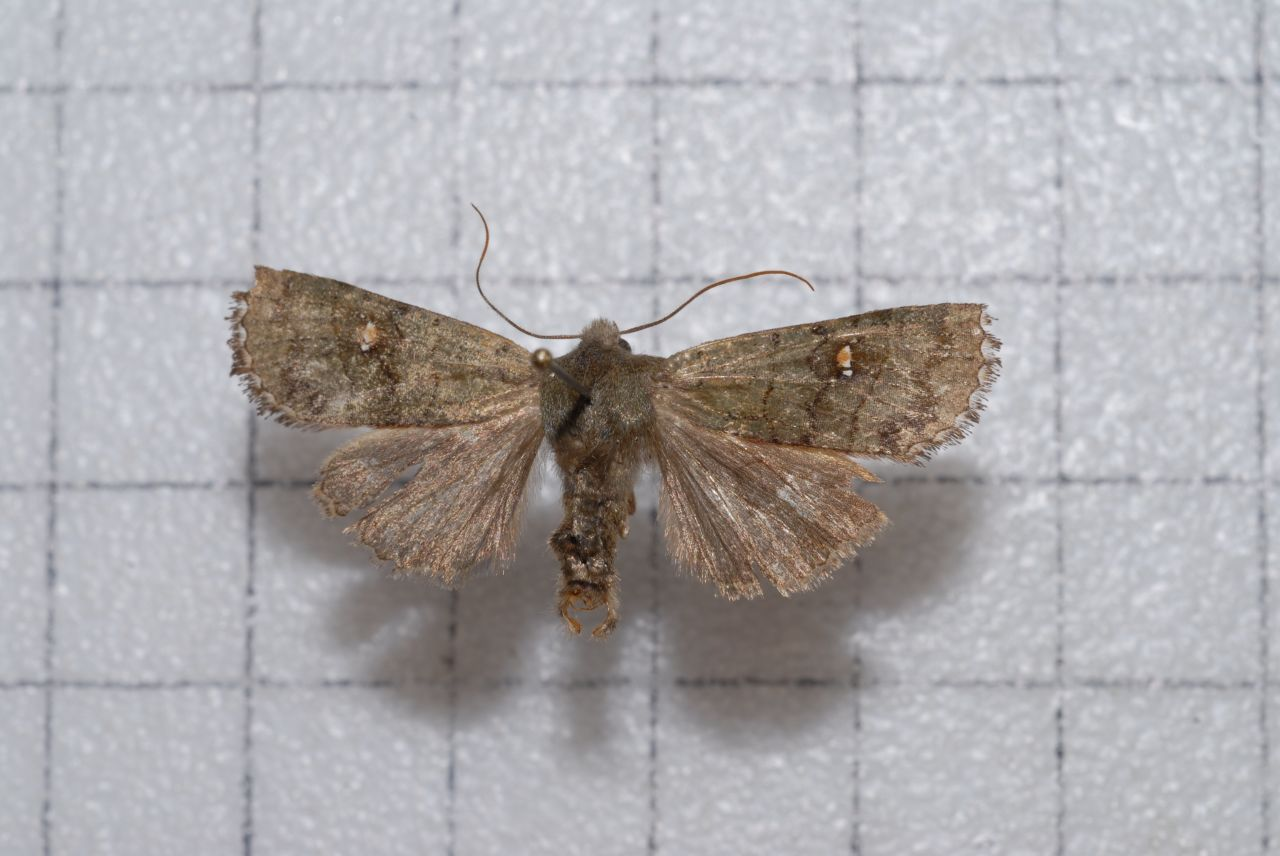